# Comité de América Latina y El Caribe para la Defensa de los Derechos de la Mujer
Het Comité de América Latina y El Caribe para la Defensa de los Derechos de la Mujer (CLADEM, Nederlands:  Comité voor Latijns-Amerika en de Caraïben voor het verdedigen van vrouwenrechten) is een internationaal non-gouvernementeel netwerk van vrouwenorganisaties en activisten. Het netwerk is opgericht op 3 juli 1987 in San José, Costa Rica. Het initiatief is ontstaan na beraadslaging in 1985 tijdens de 3rd World Conference on Women van de Verenigde Naties in Nairobi. CLADEM heeft sinds 1995 een raadgevende status (categorie II) bij de Verenigde Naties.